# Santa Maria do Castelo e São Miguel
Santa Maria do Castelo e São Miguel (llamada oficialmente Torres Vedras (Santa Maria do Castelo e São Miguel)) era una freguesia portuguesa del municipio de Torres Vedras, distrito de Lisboa.

## Historia
Fue suprimida el 28 de enero de 2013, en aplicación de una resolución de la Asamblea de la República portuguesa promulgada el 16 de enero de 2013 al unirse con las freguesias de Matacães y São Pedro e Santiago, formando la nueva freguesia de Santa Maria, São Pedro e Matacães.

## Patrimonio
- Castro do Zambujal, con abundantes muestras de comercio de Bronce
- Monasterio de Varatojo o Monasterio de Santo António
- Techo románico de la Iglesia de Santa Maria do Castelo (Torres Vedras)
- Castelo de Torres Vedras